# Alice Milliat
Alice Milliat (Nantes, 1884 - 1957) va ser pionera en l'esport femení a França i arreu del món. La seva pressió en la representació d'atletes femenines va obligar a incloure esportistes femenines en els Jocs Olímpics. Milliat, traductora de professió, va participar en l'esport del rem. També va destacar en natació i hockei. Membre de Femina Sport, un club fundat el 1911, va ajudar a formar la Federació Francesa Esportiva Femenina el 1917, i en fou tresorera i posteriorment presidenta. El 1921 va organitzar el primer esdeveniment esportiu femení internacional a Montecarlo (que va seguir el 1922 i 1923). Se li reconeix haver iniciat la pressió als Jocs Olímpics per permetre més representacions femenines en un ampli ventall d'esports, un procés que encara es manté. El seu nom està gravat al front d'un gimnàs al districte 14 de París, per les seves contribucions a l'atletisme.

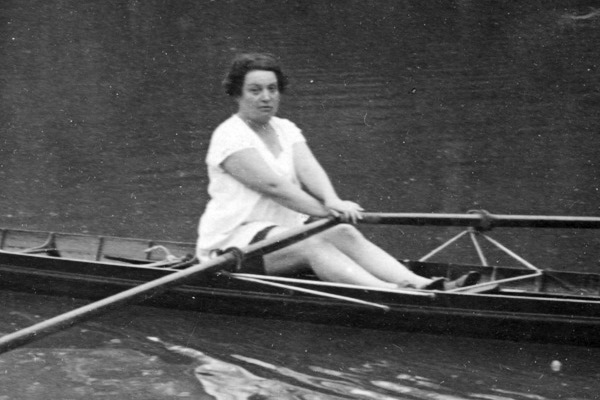
Alice Milliat remant, cap al 1913